# Дан њемачког јединства
Дан њемачког јединства (њем. Tag der Deutschen Einheit) национални је празник Њемачке, који се прославља 3. октобра. Празником се обиљежава уједињење Њемачке 1990. године, када је идеја јединствене Њемачке, која је настала средином 19. вијека, поново испуњена. Дакле, назив празника се не односи на уједињење, него на јединство Њемачке. Дан њемачког јединства 3. октобра је национални празник од 1990. године, када је уједињење формално завршено.
Други избори у обиљежавању поновног уједињена могли су бити: дан пада Берлинског зида 9. новембра 1989. године, што се поклапа са годишњицом проглашења Њемачке Републике 1918. године и са пропашћу Хитлеровог државног удара 1923. године. Међутим, 9. новембар је такође годишњица првих већих нацистичких погрома Јевреја 1938. године (Кристална ноћ), тако да се тај дан сматра непримјереним као национални празник. Због тога је изабран 3. октобар, дан формалног уједињења, и замијенио је дотадашњи Дан њемачког јединстава који се прослављао 17. јуна као државни празник Западна Њемачке од 1954. године.